# Dewald Senekal
Pour les articles homonymes, voir Senekal.

a Compétitions nationales et continentales officielles uniquement.

Dernière mise à jour le 14 novembre 2019.
Dewald Meyer Senekal, né le 12 janvier 1981 à Uitenhage (Afrique du Sud), est un joueur puis entraîneur franco-sud-africain de rugby à XV évoluant au poste de deuxième ligne.
Senekal a aussi joué au cricket pour les équipes provinciale de l’Eastern Province et de Northerns.
Après sa carrière de joueur, il est entraîneur des avants de l'Aviron bayonnais puis du FC Grenoble rugby.

## Biographie

### Carrière d'entraîneur
Dewald Senekal est entraîneur des avants de l'Aviron bayonnais auprès de Vincent Etcheto, entraîneur en chef, de 2015 à 2017. En 2016, ils mènent le club jusqu'à la victoire en finale d'accession au Top 14. La saison suivante, en 2016-2017, le club ne parvient pas à se maintenir en première division.
En 2017, il devient entraîneur des avants du FC Grenoble, relégué en Pro D2, au côté de Stéphane Glas, entraîneur des arrières. En 2019, il rejoint le Stade français dirigé par le sud-africain Heyneke Meyer en tant qu'entraîneur spécialiste de la touche. Après un début de saison 2019-2020 difficile (dernier du championnat après neuf journées), Meyer et ses adjoints sont remerciés le 12 novembre 2019.
Au mois de juillet 2024, il s'engage avec le Benetton Trévise comme entraineur des zones de contact. Au mois d'août, il est annoncé comme assistant auprès de la franchise des Free Jacks de la Nouvelle-Angleterre en vue de la saison 2025 de Major League Rugby.

## Bilan en tant qu'entraîneur
| Saison      | Club             | Division | Poste  | Classement                                                       | Coupe d'Europe | Challenge européen |
| ----------- | ---------------- | -------- | ------ | ---------------------------------------------------------------- | -------------- | ------------------ |
| 2015 - 2016 | Aviron bayonnais | Pro D2   | Avants | Vainqueur en finale d'accession au Top 14                        | -              | -                  |
| 2016 - 2017 | Aviron bayonnais | Top 14   | Avants | 14e, relégation                                                  | -              | Éliminé en poule   |
| 2017 - 2018 | FC Grenoble      | Pro D2   | Avants | 3e, défaite en finale, victoire en barrage d'accession en Top 14 | -              | -                  |
| 2018 - 2019 | FC Grenoble      | Top 14   | Avants | 13e, défaite en barrage d'accession Top 14 / Pro D2              | -              | Éliminé en poule   |

## Palmarès

### Joueur
Néant.

### Entraîneur
- FC Grenoble
  - Vainqueur du barrage d'accession au championnat de France en 2018